# شپانداو
شپانداو (به آلمانی: Bezirk Spandau) یک منطقهٔ مسکونی در آلمان است که در برلین واقع شده‌است. شپانداو ۲۳۱٬۵۴۰ نفر جمعیت دارد.

## خواهرخوانده
شهرهای زیگن، اشدود و انییر-سور-سن خواهرخوانده‌های شپانداو هستند.